# Porcellio nicklesi
Porcellio nicklesi är en kräftdjursart som beskrevs av Dollfus1892. Porcellio nicklesi ingår i släktet Porcellio och familjen Porcellionidae. Inga underarter finns listade i Catalogue of Life.